# Alonso de Santa Cruz

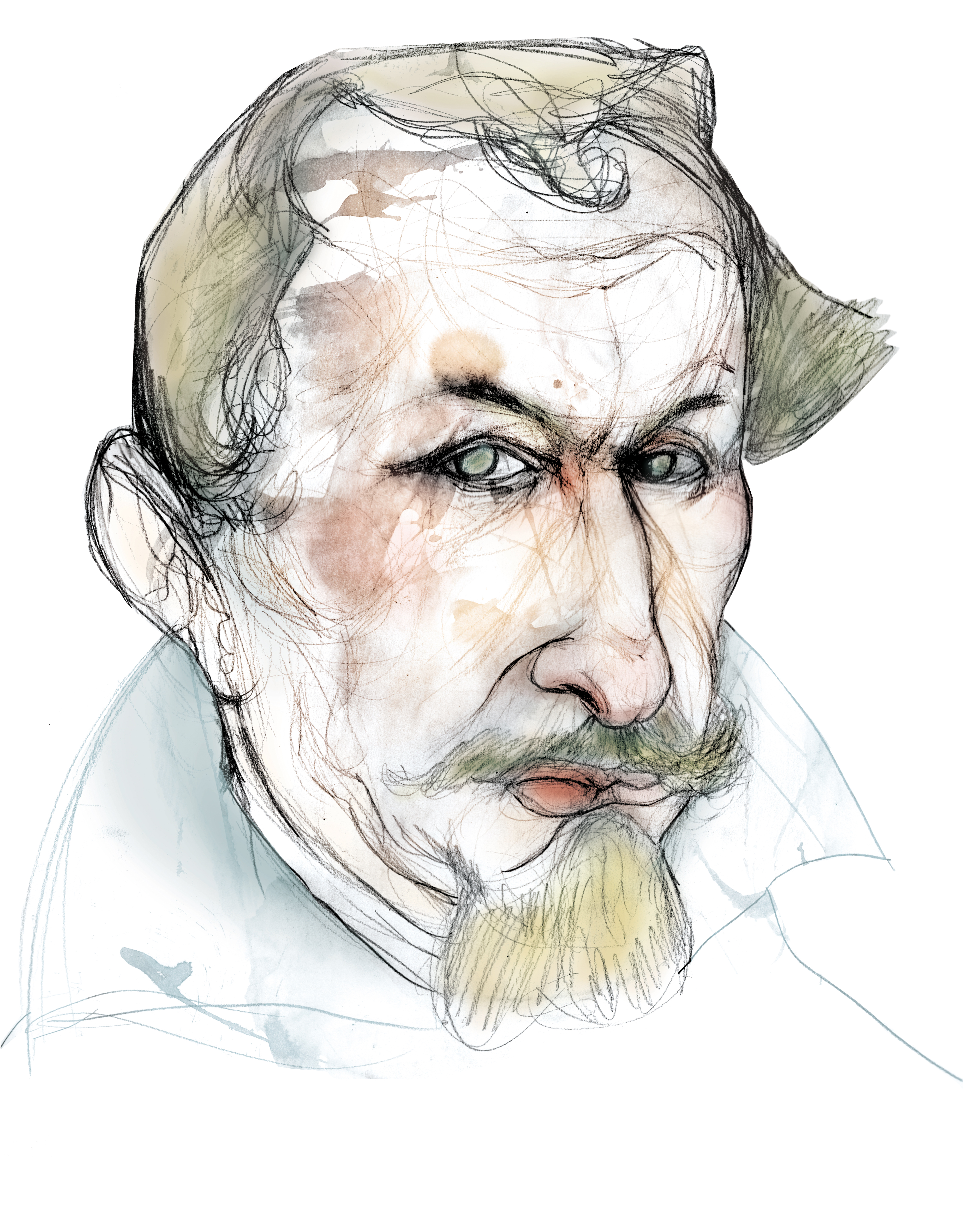
Retrato de Alonso de Santa Cruz, por Eulogia Merle

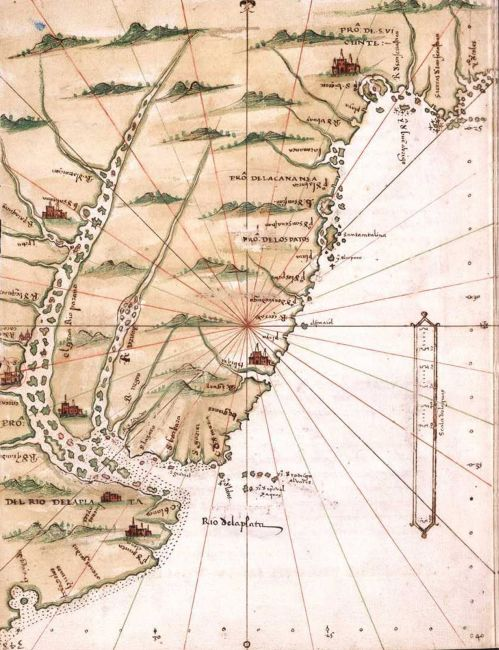
La desembocadura del Río de la Plata y la Banda Oriental del mismo río en el Islario General de todas las islas del mundo.

Alonso de Santa Cruz (Sevilla, 1505 - Madrid, 1567) fue un cosmógrafo e historiador español del Renacimiento.

## Biografía
Hijo de un acomodado hombre de negocios sevillano, aficionado a la cosmología, con él y en contacto con la Casa de Contratación debió de realizar su primera formación. En 1526 participó como veedor designado por los armadores en la expedición de Sebastián Caboto, que se proponía alcanzar las Islas de las Especias viajando hacia el oeste. Él mismo había aportado una pequeña cantidad del capital necesario para la expedición, en la que su padre fue el mayor de los inversores después del rey. La expedición concluyó en Río de la Plata, donde Caboto abandonó la expedición. Tras cinco años «de muchas guerras y hambres y demasiados trabajos», según declaraba el propio Santa Cruz en un borrador del prólogo de su Islario general, abandonaron el río para regresar a España desde Veracruz, pasando por Bahamas «que fuimos los primeros que vinieron a pasar la dicha canal [de las Bahamas] para venir a España».
De regreso a Sevilla, según la misma relación autobiográfica, se dio al estudio de la astrología y la cosmografía. El Consejo de Indias reunió en 1533 al piloto mayor y otros miembros para examinar las cartas e instrumentos náuticos presentados por Santa Cruz. En 1535 comenzó su carrera como cosmógrafo en la Casa de la Contratación de Sevilla, con el cargo de «Cosmógrafo de hacer cartas y fabricar instrumentos para la navegación» y sólo un año después fue nombrado por la Corona «nuestro cosmógrafo» con la misión de examinar junto a Sebastián Caboto las cartas e instrumentos náuticos. Santa Cruz le enseñó al rey cosmografía y navegación. También en 1535 había inventado y ofrecido para su examen instrumentos y cartas náuticas y un instrumento para medir la longitud por las distancias de la Luna y los planetas. Un año más tarde inventó otro instrumento para calcular la longitud mediante la desviación de la brújula, confeccionando una carta de marear con indicaciones de desviación, lo que demuestra su insatisfacción con los sistemas de proyección cilíndricos, si bien se desconocen, al haberse perdido, las soluciones adoptadas.
En 1539 se mudó junto a la Corte de Valladolid a Toledo, donde permaneció seis años, realizó un mapamundi, un mapa de Gibraltar y posiblemente otro de Toledo e inició su libro Astronómico Real. En 1545 se trasladó a Lisboa para recoger información cartográfica. En 1551 se instaló en Sevilla y se dedicó a completar sus proyectos literarios y cartográficos. En 1554 fue llamado a Valladolid, donde estaba la corte del regente príncipe Felipe para participar en una junta de cosmógrafos y astrólogos para examinar ciertos instrumentos de metal que había propuesto el alemán Pedro Apiano para determinar las longitudes; fruto de esa junta sería la redacción del Libro de las Longitúdines y manera que hasta ahora se ha tenido de navegar, dirigido al ya rey Felipe II, primer estudio sistemático del problema de la longitud.
Alonso de Santa Cruz falleció en 1567. Entre los papeles que dejó se encontraba el borrador de un detallado atlas de la península ibérica, que hoy se denomina el Atlas del Escorial.

## Obras
Como cartógrafo, geógrafo y cosmógrafo, diseñó y fabricó instrumentos para fijar la longitud y trazó, a petición de la Junta de Pilotos, una carta de marear; en 1540 realizó diversos planisferios con proyecciones diferentes; en 1542 un mapamundi del que únicamente se conserva un ejemplar en la Biblioteca Real de Estocolmo, además de concluir una primera redacción del Islario general de todas las islas del mundo como parte de una proyectada Geografía Universal que había de unirse a la Historia Universal; en 1550, según declaraba él mismo en carta al emperador, confeccionó mapas de diversas naciones. En 1555 escribió el Libro de las longitudines o longitudes y una Geografía del Perú, que con un conjunto de astrolabios y cuadrantes presentó al príncipe Carlos. Finalmente, en 1566 emitió un dictamen sobre la Demarcación de las islas Molucas. Consta además, sin que pueda determinarse la fecha, la ejecución de un plano de la ciudad de México.
Con el Atlas incorporado al Islario general, el mapamundi de Estocolmo, firmado como «archicosmographum» del César Carlos y no publicado hasta 1892, es el mejor testimonio de las innovaciones cartográficas de Santa Cruz.
Además, como historiador, en 1546 redactó una Historia Universal; continuó la obra de Hernando del Pulgar escribiendo la crónica de los últimos años del reinado de los Reyes Católicos, comenzando en 1490, obra poco elaborada y escasamente original, y la más personal Crónica del Emperador Carlos V que escribe entre 1550 y 1552; en los mismos años recopila materiales para el libro Árboles de los linajes. Realiza la traducción del De origine ac rebus gestis regum Hispaniae del catalán Francesc Tarafa, publicada en Barcelona en 1562, y un año después redacta una dura Censura de los Anales de la Corona de Aragón de Jerónimo Zurita. Otras obras que quedaron sin publicar, y de las que no es posible fijar fecha, son El libro de los blasones, De la caballería del Toisón, Nobiliario general y Lo que sucedió en Sevilla en tiempos de las comunidades.
De otras materias, escribió un Abecedario virtuoso, destinado a la educación del príncipe Carlos, el Astronómico Imperial de 1550, manuscrito conservado en la Biblioteca de la Universidad de Salamanca, una respuesta a las Consultas de Carlos V sobre el impuesto de alcabalas y un Memorial sobre instrucciones a los descubridores que presentó a Felipe II en 1556, donde defendía que las expediciones se hiciesen por cuenta de la Corona y que los capitanes tomen nota cuidadosa de los datos de localización, condiciones de la tierra y otras circunstancias, además de traducir y glosar algunos textos de Aristóteles.
- Libro de las longitúdines y manera que hasta agora se ha tenido en el arte de navegar, con sus demostraciones y ejemplos, dirigido al muy alto y muy poderoso Señor Don Philipe II de este nombre rey de España, manuscrito guardado en la Biblioteca Nacional, editado parcialmente por Antonio Blázquez y Delgado Aguilera, Sevilla: Publicaciones del Centro Oficial de Estudios Americanistas, 1921.
- Crónica del Emperador Carlos V, edición de Antonio Blázquez y Ricardo Beltrán y Róspide, Madrid: Real Academia de la Historia, 1920-1925, 5 vols: vol. I, vol. II, vol. III, vol. IV y vol. V.
- Islario general de todas las islas del mundo, manuscrito conservado en la Biblioteca Nacional de Madrid, del que se conocen copias parciales. Como las restantes obras de Santa Cruz quedó sin publicar y a comienzos del siglo XVII se lo atribuyó a sí mismo Andrés García de Céspedes, alterando la dedicatoria para ofrecérselo a Felipe III.[7] Mariano Cuesta Domingo, El Islario de Santa Cruz, Madrid, Real Sociedad Geográfica, 2003.

Plasmó la primera carta de carácter magnético en 1533.